# Empis tashkentensis
Empis tashkentensis är en tvåvingeart som beskrevs av Igor Shamshev 2006. Empis tashkentensis ingår i släktet Empis och familjen dansflugor.
Artens utbredningsområde är Uzbekistan. Inga underarter finns listade i Catalogue of Life.